# Астов
Астов (фр. Île Astove) — кораловий острів у західній частині Індійського океану, входить до групи островів Альдабра Зовнішніх Сейшельських островів.

## Географія
Розташований за 38 км на південний схід від атола Космоледо. Являє собою видовжену смужку суші, близько 1 км в ширину, що майже повністю охоплює мілководну лагуну, максимальна глибина якої сягає 3 м. Лагуна з'єднана з морем лише одним невеликим каналом (Gueule Bras Channel). Розміри атола — близько 6 км у довжину та 4 км в ширину. Площа — 4,96 км², площа лагуни — 9,5 км².
Незвичайна структура Астова викликає питання про його виникнення. Припускається, що це не стандартний атол, а скоріше плаский риф, у якому з часом виникла лагуна. У будь-якому випадку, лагуна наразі продовжує повільно зростати внаслідок опадів, що вимивають з ґрунту гумінові кислоти та руйнують тим самим дно лагуни. Це спричиняє молочно-біле забарвлення води в лагуні.
На заході острів піднімається на 5 м над рівнем моря, решта суші вкрита гравієм. Східна частина острова вкрита піщаними дюнами. За межами рифу морське дно стрімко знижується, що приваблює любителів дайвінгу.

## Клімат
Клімат Астова — мусонний. У період з квітня по листопад дмуть південно-східні пасати, середня температура становить 28 °C у затінку. У листопаді починають переважати північно-західні вітри, а температура трохи підвищується. В цей період іноді бувають циклони, які приносять зливові дощі, але зазвичай клімат на острові посушливий.
Єдине постійне поселення на Астові, де жили видобувачі гуано, знаходилося на західному березі та було покинуте у 1980-х роках. На північному сході острова розташована злітно-посадкова смуга з трав'яним покриттям, також є залишки плантацій кокосу та сизалю. Люди рідко відвідують Астов, переважно, це науковці, які вивчають екологію лагуни, та любителі дайвінгу.

## Природа

### Флора
Острів вкритий дуже тонким шаром ґрунту, що лежить на скелястій основі. Ґрунт дещо збагачений гуано птахів, які гніздяться на острові, особливо у західній частині. На видовжених смугах рифів рослинність майже відсутня, за винятком поодиноких кущів Pisonia grandis та Sideroxylon inerme. Більша частина західного узбережжя острова вкрита трав'янистими рослинами, переважно Plumbago aphylla, Stachytarpheta та Dactyloctenium pilosum. Також на заході острова можна знайти залишки плантацій — кокосові пальми, зарості сизалю та бавовнику, зустрічається і маїс.
Дюни на сході острова вкриті на вершинах — кущиками Suriana, а у підніжжя — травою (Sporobolus virginicus). У затишних куточках росте Scaevola taccada, Heliotropium foertherianum, Pisonia, Fimbristylis та Cassytha filiformis.
Узбережжя лагуни вкрито густим трав'яним покривом, де переважає Stenotaphrum dimidiatum та Pemphis acidula, подекуди прошарок трав настільки густий, що важно дістатися до води.
На півдні острова зустрічається Avicennia marina.

### Фауна
На острові Астов гніздяться чотири різновиди птахів, що живуть на суші. Це, перш за все, Cinnyris abbotti, який, окрім Астова, живе лише на сусідньому Космоледо. Також це Cisticola cherina, Zosterops maderaspatanus та Corvus albus.
Морські птахи зустрічаються дуже рідко, можливо, через наявність на острові щурів та здичавілих свиней, який привезли поселенці. В лагуні зустрічаються крячок каспійський, крячок темний, крячок світлий, але невідомо, чи гніздяться вони на її берегах. Також у водах лагуни мешкає зелена черепаха, популяція якої досить велика.

## Історія
Регіон, де знаходиться Астов, у XI–XVI століттях досліджувався арабськими мореплавцями, але немає даних про людське поселення на острові. У 1760 році поблизу Астова сів на мілину португальський фрегат La Dom Royal, навантажений здобиччю та рабами. Моряки та раби висадилися на берег, але незабаром капітан з командою вирушив до Мозамбіку на великому човні. Вони так ніколи і не повернулися по рабів, які заснували на острові поселення і жили за рахунок дарів моря та острова.
Незабаром повз острів проходив корабель, який сповістив про рабів, що живуть на острові, але кілька повторних спроб захопити їх зазнали невдачі, адже всі кораблі тонули, повторюючи долю La Dom Royal. У 1796 році команда британського корабля спробувала захопити рабів силою, і навіть привела на борт корабля близько сотні рабів, але ті збунтувалися і спробували звільнитися, проте корабель затонув і всі, хто на ньому були, загинули у багатих на акул водах. Раби, що лишилися, зрештою було евакуйовані на Мае, на острові залишився лише один раб на ім'я Пол. У 1799 році до Астова пришвартувався корабель, моряки намагалися знайти цього самотнього мешканця, але не знайшли ні сліду.
Протягом XIX століття Астов не мав постійного поселення. Ті мешканці, які епізодично з'являлися на острові, займалися переважно видобуванням гуано та фосфатів, а також полювали на морських черепах. Проте через віддаленість острова від морських шляхів, більша його частина залишалася нерозвіданою.
У 1968 році на Астові оселилися британський шукач пригод та бізнесмен Марк Віверз-Картер (Mark Veevers-Carter) та його дружина Венді Віверз-Картер, донька американського письменника Кларенса Дея. Раніше це подружжя заснувало, розвинуло та вдало продало плантацію копри на іншому острові, та планувало повторити те саме на Астові. У спогадах Венді Віверз-Картер описує острів як «загублений», де на момент їх приїзду були тільки пальми, дерев'яний будинок без даху та цвинтар. Віверз-Картери побудували будинок на 14 кімнат, каплицю, центр обробки сировини, склад та кілька будинків для місцевих найманих робітників. В основному, їх діяльність фокусувалася на виробництві копри, але також вирощувався тютюн і для власного споживання розводилися кози, свині та велика рогата худоба.
Життя подружжя та трьох їх дітей Венді Віверз-Картер описала у статті для «Парад Мегезін» у червні 1969 року. За її свідоцтвом, у чоловіка, Марка, були серйозні проблеми з зубами, що спричиняло надзвичайний біль, але проживання на відлюдному острові не давало змоги відвідати стоматолога. Врешті-решт у березні 1970 року Марк Віверз-Картер поїхав до Кенії на лікування. Дружина з дітьми залишилася на острові. 11 березня 42-річний Віверз-Картер помер під анестезією у стоматологічному кріслі, але на Астові не було радіо, тому дружина дізналася про його смерть тільки через 10 днів.
Венді Віверз-Картер намагалася управляти острівним господарством самотужки аж до листопада 1970 року, але це виявилося їй не під силу. Вона з дітьми повернулася до США, залишивши острів на трьох місцевих робітників. Хоча вона сподівалася і далі керувати Астовом, вона ніколи сюди більше не повернулася і острів було покинуто.

## Цікаві факти
Через те, що Сейшели довгий час були притулком для піратів, на островах досі продовжуються пошуки закопаних ними величезних скарбів, які шукають місцеві мешканці, туристи і навіть уряд Сейшелів. Але насправді відомих знахідок дуже мало. Єдиним офіційно зафіксованим знайденим скарбом стала знахідка на острові Астов у 1911 році 107 срібних монет, кількох виделок і ложок, двох пряжок від черевиків та боцманського свистка. У 1972 році на Астові знайшли якір від португальського корабля, який потонув у 1760 році, а також кілька золотих та срібних виробів.